# William Kuhlemeier
William Kuhlemeier (n. 14 ianuarie 1908, Seattle, Washington, SUA – d. 8 iulie 2001, Carlsbad⁠(d), California, SUA) a fost un gimnast artistic ce a reprezentat Statele Unite ale Americii, medaliat olimpic. A participat la o ediție a Jocurilor Olimpice (1932) în care a câștigat o medalie de bronz.

## Participări
Lista de mai jos prezintă principalele competiții la care a participat William Kuhlemeier de-a lungul carierei.
- gymnastics at the 1932 Summer Olympics – men's Indian clubs[*]